# 富山県魚津総合庁舎
富山県魚津総合庁舎（とやまけんうおづそうごうちょうしゃ）は富山県魚津市にある県の施設である。1970年8月に完成。敷地はかつて魚津市役所が置かれた場所である。
建物は第1回（昭和45年度）富山県建築賞に入選している。建築主は富山県、設計は押田建築設計事務所、施工は林建設工業。

## 建物内にある機関
- 総合県税事務所魚津相談室
- 新川土木センター
- 新川農林振興センター
- 魚津出納室